# Tân Tinh
Tân Tinh (chữ Hán: 新星市, âm Hán Việt: Tân Tinh thị) là một thành phố cấp huyện trực thuộc Khu tự trị của người Duy Ngô Nhĩ Tân Cương, nước Cộng hòa Nhân dân Trung Hoa. Thành phố này được thành lập vào đầu tháng 2 năm 2021, do Binh đoàn sản xuất và xây dựng Tân Cương quản lý trực tiếp. Trước đây Tân Tinh nguyên là Sư đoàn thứ 13 của Binh đoàn này. Về mặt địa lý, Tân Tinh nằm trọn vẹn trong thành phố cấp địa khu Kumul.